# Il ritorno (Han Shaogong)
Il ritorno (Guiqulai) è un racconto di Han Shaogong appartenente alla "letteratura delle radici". Apparso per la prima volta sulla rivista Shanghai wenxue n.ro 6 nel 1895, in Italia è stato pubblicato da Theoria insieme al racconto Pa pa pa e alla prefazione dell'autore destinata all'edizione italiana, Il Sud remoto e solitario.

## Trama
Un uomo cammina su un sentiero montano quando si accorge di non essere estraneo al luogo e alle persone che incontra. Ad un tratto viene persino fermato da alcune donne ed ospitato a rifocillarsi e a banchettare con loro. Invischiatosi in conversazioni di cui afferra poco il senso ed i protagonisti, l'uomo, che viene scambiato per un certo "Ma l'Occhialuto", finge appropriandosi dell'identità del giovane istruito giunto anni fa sulle montagne e di cui la gente ha serbato con ammirazione il ricordo.
Tra gli ammiccamenti generali e il pettegolezzo interessato, Ma l'Occhialuto scopre di essersi macchiato di omicidio, di aver ucciso un certo Yang il Tappo, individuo spregevole di cui nessuno rimpiange la morte. Ormai confuso e preda di una crisi d'identità, il presunto Ma l'Occhialuto rivive tutti i ricordi che gli attribuiscono i paesani, dal giorno in cui ha assassinato il Tappo  a quello in cui si recava dall'anziano Terzo nonno per mangiare i cetrioli in salamoia. L'escalation si conclude col surreale colloquio al chiaro di una che ha con la Quarta sorella, la cui sorella maggiore si è suicidata per amore di Ma e che ora trascorre i suoi giorni nella sua reincarnazione di uccello, chiamando l'amato.
Ormai calatosi nella parte Ma parte, non prima di aver regolato i conti col passato che ha scoperto lassù tra i monti. Lasciati auguri, indicazioni e saluti ad ogni conoscente, torna finalmente in pianura. In un albergo in cui sosta fa una telefonata ed ha una sorpresa: il suo amico all'altro capo del telefono lo chiama non Ma, ma Huang Zhixian.
Huang rimane sconvolto dalla rivelazione: scopre di colpo di avere più di un sé al mondo.

## Critica
La traduttrice, Maria Rita Masci, vede nel Ritorno un tipo narrativo di "realismo magico", di palese influenza di autori occidentali del calibro di García Márquez, che però viene impiegato per affrontare il "fluttuante tema dell'identità, tra coscienza-memoria individuale e proiezione collettiva" della società cinese